# Maxillaria broadwayi
Maxillaria broadwayi är en orkidéart som först beskrevs av Célestin Alfred Cogniaux, och fick sitt nu gällande namn av Richard Evans Schultes. Maxillaria broadwayi ingår i släktet Maxillaria och familjen orkidéer. Inga underarter finns listade i Catalogue of Life.